# 布拉什克里克 (加利福尼亞州)
布拉什克里克（英語：Brush Creek）是位於美國加利福尼亞州比尤特縣的一個非建制地區。該地的面積和人口皆未知。

## 地理
布拉什克里克的座標為39°41′26″N 121°20′21″W / 39.69056°N 121.33917°W，而該地的平均海拔高度為1079米（即3540英尺）。